# Список дипломатических миссий Гамбии
Список дипломатических миссий Гамбии — перечень дипломатических миссий (посольств) и генеральных консульств Гамбии в странах мира.

## Европа
- Бельгия
  - Брюссель (посольство)
- Великобритания
  - Лондон (высшее уполномоченное представительство)
- Испания
  - Мадрид (посольство)
- Россия
  - Москва (посольство)
- Франция
  - Париж (посольство)

## Азия
- Иран
  - Тегеран (посольство)
- Катар
  - Доха (посольство)
- Китайская Республика
  - Тайбэй (посольство)
- ОАЭ
  - Абу-Даби (посольство)
- Саудовская Аравия
  - Эр-Рияд (посольство)
  - Джидда (генеральное консульство)

## Америка
- Венесуэла
  - Каракас (посольство)
- Куба
  - Гавана (посольство)
- США
  - Вашингтон (посольство)

## Африка
- Гана
  - Аккра (высшее уполномоченное представительство)
- Гвинея-Бисау
  - Бисау (посольство)
- Мавритания
  - Нуакшот (посольство)
- Марокко
  - Рабат (посольство)
- Нигерия
  - Абуджа (высшее уполномоченное представительство)
  - Лагос (генеральное консульство)
- Сенегал
  - Дакар (посольство)
- Сьерра-Леоне
  - Фритаун (высшее уполномоченное представительство)
- Эфиопия
  - Аддис-Абеба (посольство)

## Международные организации
- Аддис-Абеба (делегация при Африканском союзе)
- Абуджа (делегация при ЭКОВАС)
- Брюссель (делегация при ЕС)
- Нью-Йорк (делегация при ООН)
- Вена (делегация при ЮНИДО, ОДВЗЯИ и ООН)